# Kabinett Lee Jae-myung
Das Kabinett Lee Jae-myung ist die infolge des Wahlsieges in der vorgezogene Präsidentschaftswahl in Südkorea 2025, die aufgrund der Amtsenthebung des ehemaligen Präsidenten Yoon Suk-yeol stattfand, gebildete Regierung Südkoreas unter Lee Jae-myung. Es ist die neunte Regierung der sechsten Republik. Vorgänger-Kabinett war das Kabinett Yoon Suk-yeol.

## Regierungsbildung
Am 4. Juni 2025 wurde Lee Jae-myung ins Amt des Präsidenten Südkoreas vereidigt. Er nominierte Kim Min-seok als Premierminister, währenddessen der ehemalige Minister für die Vereinigung Lee Jong-seok, der ehemalige stellvertretender nationaler Sicherheitsberater Kim Hyun-jong und der ehemalige Diplomat und Politiker Wi Sung-lac Berichten zufolge zu seinen potenziellen Kandidaten für Posten in den Bereichen nationale Sicherheit und Außenpolitik gehörten. Lee nominierte kurz darauf den Abgeordneten Kang Hoon-sik, ehemaliger Sprecher der Partei von Präsident Lee Jae-myung (DMP), als seinen ersten Stabschef, Lee Jong-seok als Direktor des National Intelligence Service, Hwang In-kwon, ein im Ruhestand befindlichen Viersternegeneral der Streitkraft, als Chef des präsidentiellen Sicherheitsdienstes, Wi Sung-lac als Direktor des Nationalen Sicherheitsrats und die Abgeordnete Kang Yu-jung, eine Sprecherin seines Teams während der Präsidentenkampagne, als Sprecherin des Präsidenten.
Aufgrund des Streben nach Kontinuität in den Staatsangelegenheiten, lehnte Präsident Lee die Rücktrittsersuche der Minister der vorangegangenen Regierung, mit Ausnahme des ehemaligen Justizministers Park Sung-jae, ab. Präsident Lee traf sich am 5. Juni mit den Mitgliedern des Kabinett von Präsident Yoon Suk-yeol und den geschäftsführenden Premierministers Lee Ju-ho.
Am 23. Juni 2025 nominierte Lee weitere 10 Minister, unter anderem für Verteidigung, Auswärtiges und den Minister für Vereinigung. Sein Kandidat als Verteidigungsminister Ahn Gyu-back wird nach seiner Bestätigung der erste zivile Verteidigungsminister seit 1961 sein. Sein Kandidat als Minister für Vereinigung Chung Dong-young ist bekannt für seine enge Zusammenarbeit mit Nordkorea während seiner letzten Amtszeit als Minister für Vereinigung unter Präsident Roh Moo-hyun.
Am 24. Juni 2025 begann die zweitätige Anhörung zur Bestätigung von Kim Min-seok. Die zweite und letzte Anhörung zur Bestätigung von Kim Min-seok vor der Nationalversammlung fand am 25. Juni 2025 statt. Am 30. Juni 2025 erklärte der Präsident der südkoreanischen Nationalversammlung, Woo Won-shik, dass die Abstimmung zur Bestätigung von Kim Min-seok als Premierminister spätestens am 3. Juli 2025 stattfinden wird. Am selben Tag nominierte sechs weitere Kabinettmitglieder, unter anderem zwei stellvertretende Premierminister. Sein langjähriger Berater Jeong Seong-ho nominierte er als Justizminister und die ehemalige Präsidentin der Universität Chungnam Lee Jin-sook als neue Bildungsministerin.
Am 3. Juli 2025 stimmte die Nationalversammlung für die Bestätigung der Nominierung von Kim Min-seok als Premierminister mit 173 Stimmen dafür und 3 Stimmen dagegen. Nur das Amt des Premierministers ist die einzige Position mit Kabinettsrang in Südkorea, die die Zustimmung der Nationalversammlung benötigt. Bis zum 30. Juni 2025 hat Präsident Lee Jae-myung 17 der 19 Kabinettsmitglieder nominiert. Am 11. Juli 2025 wurden die beiden verbliebenden Kabinettposten benannt, wodurch das 19-köpfige Kabinett von Lee Jae-myung vollständig ist. Das Kabinett muss aber noch vom Präsidenten ernannt werden. Am 13. Juli ernannte Präsident Lee 12 Vizeminister. Eine nennenswerte Ernennung ist Hong So-young, die als erste Frau als Kommissarin für die Militärische Personalverwaltung ernannt wurde.
Am 14. Juli 2025 begannen die ersten Anhörungen der Überprüfungen der Ministerkandidaten vor der Nationalversammlung. Präsident Lee Jae-myung hatte sich dafür entschieden, dass sich die Ministerkandidaten dieser Überprüfung vor ihrer Ernennung stellen müssen. Die designierten Ministerinnen für Bildung und Geschlechtergleichstellung Lee Jin-sook und Kang Sun-woo, die Minister für Wissenschaft und Ozeanen Bae Kyung-hoon und Chung Jae-soo haben ihre Anhörungen an diesem Tag. Am folgenden Tag folgten die designierten Minister für Verteidigung, für Patrioten und Veteranenangelegenheiten und für KMUs und Start-ups Ahn Gyu-back, Kwon Oh-eul und Han Sung-sook.
Am 16. Juli 2025 wurde Minister für Wissenschaft und IKT Bae Kyung-hoon als Minister eingeführt. 3 Tage später, am 19. Juli 2025, folgten die Minister für Wirtschaft und Finanzen Koo Yun-cheol, für Auswärtige Angelegenheiten Cho Hyun, für Justiz Jeong Seong-ho, für Inneres und Sicherheit Yun Ho-jung und für Handel, Industrie und Energie Kim Jung-kwan.
Am 20. Juli zog Lee die Nomination von Lee Jin-sook als Bildungsministerin zurück. Am 23. Juli trat Kang Sun-woo als Kandidatin als Ministerin für Geschlechtergleichstellung und Familie zurück.

## Kabinett
| Funktion                                                                                 | Amtsinhaber         | Amtszeit                | Partei     |
| ---------------------------------------------------------------------------------------- | ------------------- | ----------------------- | ---------- |
| Präsident                                                                                | Lee Jae-myung       | 04.06.2025 –            | DMP        |
| Premierminister                                                                          | Lee Ju-ho (interim) | 02.05.2025 – 03.07.2025 | parteilos  |
| Premierminister                                                                          | Kim Min-seok        | 03.07.2025 –            | DMP        |
| stellvertretender Premierminister für Wirtschaft Ministerium für Wirtschaft und Finanzen | Koo Yun-cheol       | 18.07.2025 –            | unabhängig |
| stellvertretender Premierminister für soziale Angelegenheiten Ministerium für Bildung    | vakant              | ausstehend              |            |
| Ministerium für Wissenschaft und IKT                                                     | Bae Kyung-hoon      | 16.07.2025 –            | unabhängig |
| Ministerium für auswärtige Angelegenheiten                                               | Cho Hyun            | 18.07.2025 –            | DMP        |
| Ministerium für Vereinigung                                                              | Chung Dong-young    | 25.07.2025 –            | DMP        |
| Ministerium für Justiz                                                                   | Jeong Seong-ho      | 18.07.2025 –            | DMP        |
| Ministerium für Nationale Verteidigung                                                   | Ahn Gyu-back        | 25.07.2025 –            | DMP        |
| Ministerium für Inneres und Sicherheit                                                   | Yun Ho-jung         | 19.07.2025 –            | DMP        |
| Ministerium für Patrioten und Veteranangelegenheiten                                     | Kwon Oh-eul         | 25.07.2025 –            | DMP        |
| Ministerium für Kultur, Sport und Tourismus                                              | Choi Hwi-young      | 31.07.2025 –            | unabhängig |
| Ministerium für Landwirtschaft, Ernährung und ländliche Angelegenheiten                  | Song Mi-ryung       | 23.12.2023 –            | unabhängig |
| Ministerium für Handel, Industrie und Energie                                            | Kim Jung-kwan       | 18.07.2025 –            | unabhängig |
| Ministerium für Gesundheit und Wohlstand                                                 | Jeong Eun-kyeong    | 21.07.2025 –            | unabhängig |
| Ministerium für Umwelt                                                                   | Kim Sung-hwan       | 21.07.2025 –            | DMP        |
| Ministerium für Beschäftigung und Arbeit                                                 | Kim Young-hoon      | 21.07.2025 –            | DMP        |
| Ministerium für Geschlechtergleichstellung und Familie                                   | vakant              | ausstehend              |            |
| Ministerium für Land, Infrastruktur und Transport                                        | Kim Yoon-deok       | 31.07.2025 –            | DMP        |
| Ministerium für Ozeane und Fischerei                                                     | Chun Jae-soo        | 23.07.2025 –            | DMP        |
| Ministerium für KMUs und Start-ups                                                       | Han Seong-sook      | 23.07.2025 –            | unabhängig |

### Weitere Kabinettsteilnehmer
Diese Kabinettsteilnehmer nehmen zwar an Sitzungen des Staatsrates teil, sind aber selbst keine Mitglieder.
| Funktion                                                                                   | Amtsinhaber     | Amtszeit     | Partei     |
| ------------------------------------------------------------------------------------------ | --------------- | ------------ | ---------- |
| Stabschef des Präsidenten                                                                  | Kang Hoon-sik   | 04.06.2025 – | DMP        |
| Direktor des Amtes für Nationale Sicherheit                                                | Wi Sung-lac     | 04.06.2025 – | DMP        |
| Chefsekretariat des Präsidenten für Politik                                                | Kim Yong-beom   | 06.06.2025 – | unabhängig |
| Ministerium für die Koordinierung der Regierungspolitik                                    | Yoon Chang-ryul | 24.06.2025 – | unabhängig |
| Ministerium für Gesetzgebung                                                               | Jo Won-cheol    | 13.07.2025 – |            |
| Ministerium für Lebensmittel- und Arzneimittelsicherheit                                   | Oh Yoo-kyung    | 27.05.2022 – | unabhängig |
| Generaldirektor für Freihandelsverhandlungen Ministerium für Handel, Industrie und Energie | Yeo Han-koo     | 11.06.2025 – | unabhängig |
| Bürgermeister von Seoul                                                                    | Oh Se-hoon      | 08.04.2021 – | GHP        |